# José Luís de Meneses Castelo Branco e Abranches
José Luís de Meneses Abranches Castelo Branco, sexto conde de Valadares (6 de dezembro de 1742 — 16 de novembro de 1792), foi um nobre português e governador da capitania de Minas Gerais (1768), enviado extraordinário e ministro plenipotenciário em Madrid (1785), deputado da Junta dos Três Estados, Inspector Geral do Terreiro Público, entre outros cargos.
Casou com Luísa Josefa Maria Rita Antónia Fausta de Noronha, e tiveram cinco filhos:
- D. Álvaro de Noronha Abranches Castelo Branco, 1º marquês de Torres Novas e 7º conde de Valadares, nasceu a 31 de Agosto de 1775 casou com D. Maria do Carmo Rosa Cecília Xavier de Noronha e, em 2as núpcias, com Inês Maria José da Cunha;
- D. Pedro António de Noronha, 8º conde de Valadares, nasceu a 1 de Agosto de 1778, casou com Maria Helena da Cunha;
- D. Maria do Resgate de Noronha, nasceu a 24 de Junho de 1782;
- D. Miguel Rafael António de Noronha, 1º conde de Paraty, nasceu a 24.10.1784, casou com D. Francisca Quintina de Menezes da Silveira e Castro;
- D. António de Noronha, nasceu a 10 de Março de 1793.

## Ligações externa}
- José Luiz de Menezes Castello-Branco e Abranches, Roglo.eu]